# پونوماریوو
پونوماریوو (به لاتین: Ponomaryovo) یک منطقهٔ مسکونی در روسیه است که در سرزمین آلتای واقع شده‌است.